# 포르스하가시

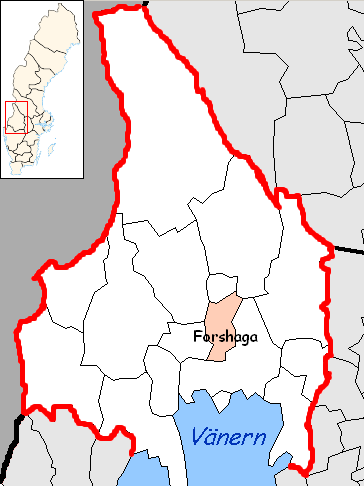
포르스하가 시의 위치

포르스하가시(스웨덴어: Forshaga kommun)는 스웨덴 베름란드주에 위치한 지방 자치체로 행정 중심지는 포르스하가이며 면적은 397.29km2, 인구는 11,451명(2016년 12월 31일 기준), 인구 밀도는 29명/km2이다.

시 문장